# Serotonin (Roman)
Serotonin (franz. Originaltitel: Sérotonine) ist ein 2019 erschienener Roman von Michel Houellebecq. Der Roman beschreibt die Depression eines 46 Jahre alten Ich-Erzählers. Das titelgebende Serotonin ist ein Hormon mit u. a. stimmungsaufhellender Wirkung, das im Roman in einem Antidepressivum mit dem fiktiven Namen Captorix enthalten ist.

## Inhalt
In Form einer weit ausgreifenden, nicht-chronologischen Lebensbeschreibung erzählt der aus der oberen Mittelschicht stammende Agraringenieur Labrouste von seiner ihn auf das Leben gut vorbereitenden Kindheit und Jugend, seinem langen Studium, seinen Träumen, der Welt anzugehören, zu leben, zu lieben und geliebt zu werden – und dem privaten und beruflichen Scheitern aller Erwartungen. Der Ich-Erzähler sieht die Ursache in einer „Verkettung von Umständen“, dem „eigentlichen Gegenstand dieses Buches“, denen er sich als Spielball angeboten habe. Er kündigt seinen Arbeitsvertrag als Referent beim Landwirtschaftsministerium, verlässt seine letzte Partnerin und Wohnung und zieht sich nach mehreren Zwischenstationen in ein anonymes Pariser Hochhaus zurück. Darin schreibt er die Geschichte seiner Depression auf und plant seinen Selbstmord.

## Rezensionen
Doris Akrap von der taz sieht im Roman „große Erzählkunst“, deren lakonischer Ton „einem vor Lachen und Tristesse die Tränen in die Augen“ treibe. Der Ich-Erzähler sei eine Figur, „die der Puritanisierung der Gesellschaft und der EU die Mitschuld an der eigenen Misere“ gebe. Bei der ungeschminkten Beschreibung von Geschlechtsteilen könne es sich sogar um einen „feministischen Ansatz“ handeln und nicht nur um Provokationen. Gleichzeitig spiele Houellebecq aber auch mit Paraphrasen der 11. Feuerbachthese von Karl Marx („Die Philosophen haben die Welt nur verschieden interpretiert. Es kommt darauf an, sie zu verändern.“) und mit Paulus’ Korintherbrief („Nun aber bleiben Glaube, Hoffnung, Liebe, diese drei...“).
Dirk Fuhrig sieht in Deutschlandfunk Kultur in dem Roman ein „bittersüßes, tieftrauriges und humoristisches Roadmovie“, geschrieben in einem „außergewöhnlichen Stil, der zwischen schreiender Komik und abgrundtiefer Melancholie wechselt.“
Laut der Zeit ist der Roman ein „typisches Houellebecq-Werk“, in welchem sich der Schriftsteller mit seinem wiederkehrenden Thema beschäftige, den Konsequenzen einer von der globalen Wirtschaft bestimmten Welt. Neu sei aber die Hymne an die romantische Liebe.
Alex Rühle sieht in seiner Rezension in der Süddeutschen Zeitung im Roman einen „Houellebecq-Generator“ am Werk, der leider auf den ersten 160 Seiten nur einen „gealterten Textsack“ produziert habe. Aber auch auf den folgenden Seiten wirke nur eines noch echt: der Lebensschmerz, alles andere werde nicht wirklich ernsthaft erzählt.
Für Sascha Seiler (Literaturkritik.de) wird Houellebecq „langsam zum Hausschriftsteller der Neuen Rechten“ mit ihrem „tief sitzenden Zweifel an der Moderne“, deren Ursachen oder Perspektiven der Autor aber nicht erfasse, da er sich nur als Spiegel des gegenwärtigen moralischen Verfalls betrachte.
Thomas Hanke registriert im Handelsblatt eine sehr geschickte Vermarktung des Romans, den er als Test sieht, wie weit der Autor die Banalisierung treiben könne, ohne seine Leser zu verlieren. Houellebecq, selbst Agrarwissenschaftler, hätte die von ihm im Roman angesprochenen Zusammenhänge literarisch verarbeiten können, habe aber nur ein Minimalprogramm nah an den Thesen des Front National gewählt. Es gehe ihm nur darum, „die Sau rauszulassen“ und gleichzeitig systemkritisch zu erscheinen.
Jürgen Ritte versteht im Deutschlandfunk seine Feuilleton-Kollegen nicht, die den Provokateur in höchsten Tönen lobten, während für ihn die Provokation nur noch Pose und schlechtes Kabarett sei und nach den ersten sechzig Seiten die Langeweile beginne.
Gregor Dotzauer notiert im Tagesspiegel, der Roman sei eine „gigantische Wiederaufbereitungsanlage von Ideen“, die der Autor in bisher sechs Romanen veröffentlicht habe. Serotonin arbeite mit „kulturellen Fertigteilen“, einer „Formel H⟨ouellebecq⟩“. „Etwas Kränkeres hat Houellebecq nie erfunden.“

## Auszeichnungen
Die englischsprachige Übersetzung von Shaun Whiteside gelangte 2020 auf die Longlist des International Booker Prize.

## Ausgaben
- Michel Houellebecq: Sérotonine. Flammarion, Paris 2019, ISBN 978-2-08-147175-7.
- Michel Houellebecq: Serotonin. Englische Übersetzung von Shaun Whiteside, William Heinemann, London 2019, ISBN 978-1-78515-223-8.
- Michel Houellebecq: Serotonin. Roman, Aus dem Französischen von Stephan Kleiner, DuMont, Köln 2019, ISBN 978-3-8321-8388-2.
  - Hörbuch gelesen von Christian Berkel, Der Audio Verlag, 2019